# Monte Lope-Álvarez
Monte Lope-Álvarez es una localidad y pedanía española perteneciente al municipio de Martos, en la provincia de Jaén. Tiene una población de 648 habitantes (INE, 2023) y en los años 1940-1960 llegó a contar con unos 3.000 habitantes cuando todos los diseminados de su término se encontraban  habitados por los agricultores y ganaderos con sus familias y la natalidad era superior. Los agriculores y campesinos han emigrado del campo a la ciudad y los numerosos cortijos se encuentran abandonados o en ruinas y solo quedan las cortijadas de "Los Calvos", "La Laguna de la Venta", "Las Aceras", "Los Cortijuelos", "El Coracho y las Peñuelas" y "Mingo Yuste", utilizados por sus propietarios como segundas residencias.  
Monte Lope-Álvarez está situado a 12.5 kilómetros de Martos y a 33 de Jaén y se llega a ella  por la autovía de Jaén a Martos y la carretera comarcal JA-3308, hasta el término de Córdoba por Albendín, pedanía de Baena.

## Historia
Época Íbera
En el paraje de las Peñuelas en el año 1940, cuando un mulero araba la tierra con la yunta de mulos la punta de la reja del arado penetró en el surco y sacó a la superficie una piedra amarilla esculpida en relieve, que refleja la figura de un caballo bebiendo en un recipiente en forma de cáliz y la montura en el suelo. Los arqueólogos la han catalogado de la época íbera, lo que acredita que en el término de Monte Lope-Álvarez hubo hace tres mil años  asentamientos de población íbera con capacidad de crear arte ibérico.  Y también se han hallado en numerosos parajes de Monte Lope-Álvarez abundantes monedas de cobre con la inscripción de Obulcom (hoy Porcuna), que tuvo Ceca de moneda íbera.
Época Romana
En el paraje de la Laguna de la Venta se hallaron tres capiteles de columnas compatibles con una Basílica, Templo o Villa romana. También se verificó un fragmento de losa que formaba parte de sepulcro con la inscripción epigráfica: --VR--QVE. VIX C.V. (Saturnina que vivió...). Y en el cortijo de El Pedroso se halló una estatuilla de bronce con la figura de la loba capitolina, catalogada por los arqueólogos de la época romana.
Época Visigoda
En el paraje de la Cañada Baldorín, al derribar un antiguo cortijo los obreros encontraron una piedra blanca en forma de cruz cristiana muy bien conservada, que los palenteólogos la han catalogado del siglo VII, en la época visigoda. Las letras esculpidas son:  INN--(En el nombre del Señor).
Todos estos vestigios arqueológicos se encuentran expuestos al público en el Museo Arqueológico de Martos de los Franciscanos, excepto las tres coronas de columnas romanas que se hallan en templo de la Virgen del Carmen de Monte Lope-Álvarez.
Edad Media
El topónimo de Monte Lope-Álvarez proviene del Caballero Lope Álvarez de Henestrosa, primero Señor de Turollote, Comendador de Estepa en la Orden de Santiago, que murió en una batalla que hubo con los Moros nazaríes de Granada y el monte donde murió recibió el nombre de Monte de Lope Álvarez. Año 1240. (Ver Bibliografía en Referencia(2)
En el año 1240 el Monte de Lope Álvarez fue donado por el Rey Fernando III al Maestre de la Orden de Calatrava don Fernando Ordóñez y pasó a formar parte de la Encomienda del Partido de Martos, integrada por la Villa de Martos, la Villa de Torreximeno, la Figuera de Martos, el Lugar de Santiago, el Anexo de Xamilena, el Anexo de Monte Lope-Álvarez y la Torre de Alcázar y la de Venzalá.
Edad Moderna
En el año 1764  Monte Lope-Álvarez tuvo título nobiliario de Vizcondado por Gracia y Merced del Rey Carlos III que hizo a don  Jerónimo Fernández de Henestrosa, descendiente del Caballero Lope Álvarez de Henestrosa,  previo al de Marqués de Casa Henestrosa.

## Geografía
Monte Lope-Álvarez limita al norte con Lendínez, Pedanía de Torredonjimeno y Santiago de Calatrava. Al Sur con la Bobadilla de Alcaudete y los Noguerones por el Barranco de las Salinas. Al Este con Martos por el Arroyo Salado. Y al oeste con Albendín, Pedanía de Baena, provincia de Córdoba por la Zamajona.

## Economía
Su economía se centra principalmente en la agricultura, especializada en el cultivo del olivo, que ocupa sus 41.000 hectáreas de superficie.
Posee una Cooperativa Olivarera y aceitera denominada "Virgen del Carmen" y una almazara de aceites "Monte-Tucci". Esta última galardonada con varios premios internacionales (EEUU, Japón, Dubái, Atenas, Londres) y nacionales de sus aceites.

## Fiestas
- Feria en honor de la Virgen del Carmen: 16 de julio y posteriores.
- Romería de la Virgen del Carmen: Segundo domingo de mayo.

## Personajes
- Manuel Aranda Espejo: Seminarista católico nacido en Monte Lope-Álvarez, fusilado a los 20 años, durante la guerra civil española. Fue beatificado el 13 de octubre de 2013 en Tarragona.